# Efectos de las armas nucleares

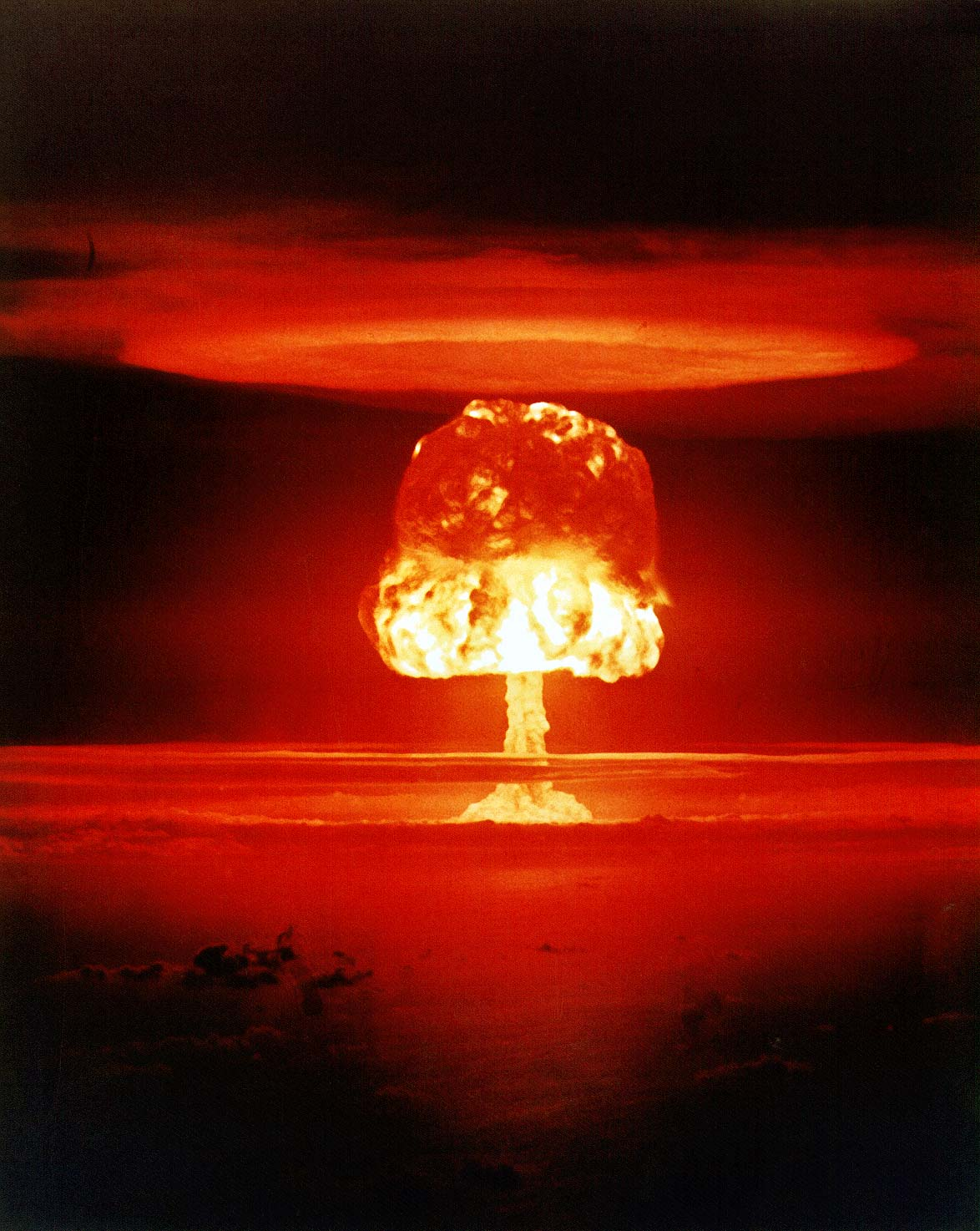
Los efectos de las actuales armas nucleares serían más devastadores que los de las bombas atómicas lanzadas en Hiroshima y Nagasaki.

 Las explosiones nucleares producen diversos tipos de efectos tremendamente destructivos en todos los aspectos. Se distinguen en dos categorías: efectos inmediatos o primarios y efectos atrasados o secundarios. Entre los inmediatos estarían la onda expansiva, el pulso de calor, la radiación ionizante y el pulso electromagnético (EMP [PEM en español]). En el grupo de los retardados estarían los efectos sobre el clima, el medio ambiente así como el daño generalizado a infraestructuras básicas para el sustento humano. A pesar de la espectacularidad de los primeros son los daños secundarios los que ocasionarían el grueso de las muertes tras un ataque nuclear. Pero los daños no solo deben medirse por separado ya que en muchos casos actúan efectos sinérgicos es decir, que un daño potencia el otro. Por ejemplo, la radiación disminuye las defensas del organismo y, a su vez, agudiza la posibilidad de infección de las heridas causadas por la explosión aumentando así la mortalidad. Es precisamente esa multitud de efectos y sinergias lo que hace de las armas nucleares las más destructivas que existen.
La emisión inicial de energía se produce en un 80% o más en forma de rayos gamma pero estos son rápidamente absorbidos y dispersados en su mayoría por el aire en poco más de un microsegundo convirtiendo la radiación gamma en radiación térmica (pulso térmico) y energía cinética (onda de choque) que son en realidad los dos efectos dominantes en los momentos iniciales de la explosión. El resto de la energía se libera en forma de radiación retardada (lluvia radiactiva o fallout) y no siempre se suele contar a la hora de medir el rendimiento de la explosión. Las explosiones a gran altitud producen un mayor daño y flujo de radiación extrema debido a la menor densidad del aire (los fotones encuentran menos oposición) y, consiguientemente se genera una mayor onda expansiva.
Durante tiempo antes de la invención de la bomba algunos científicos creyeron que su detonación en superficie podría provocar la ignición de la atmósfera terrestre generándose una reacción en cadena global en la que los átomos de nitrógeno se unirían para formar carbono y oxígeno. Este hecho pronto se demostró imposible ya que las densidades necesarias para que se produzcan dichas reacciones han de ser mucho más elevadas que las atmosféricas y si bien es posible que haya reacciones adicionales de fusión en el corazón de la explosión estas no aportan energía suficiente para amplificar y propagar la reacción nuclear al resto de la atmósfera y la producción de elementos pesados cesa enseguida. A pesar de todo, esta idea persiste en la actualidad como un rumor malentendido entre mucha gente.

## Explosiones nucleares hasta la fecha
- 2 bombas atómicas han sido detonadas en estado de guerra.
- Se han realizado más de 2000 pruebas nucleares.
- 27 de las cuales han sido realizadas para construcción.
- 1 bomba atómica siendo el arma nuclear más potente (100 Mt en su construcción original , jamás detonada, y 57 Mt al momento de estallar el 30 de octubre de 1961) y sigue siendo la prueba de explosión artificial más potente de la historia humana.

Nota: todas las cifras que se dan a continuación, si no se especifica lo contrario, se referirán a un ataque típico contra ciudades mediante un artefacto termonuclear de 20 Mt.
ADVERTENCIA: para saber qué hacer y cómo actuar frente a un ataque nuclear inminente ver Protección civil frente a un ataque nuclear.

## Efectos inmediatos
| Onda de choque | Radiación térmica | Radiación ionizante | Radiación residual |
| -------------- | ----------------- | ------------------- | ------------------ |
| 40 - 60 %      | 30 - 50 %         | 5 %                 | 5 - 10 %           |

En un artefacto nuclear todas las reacciones de fisión nuclear y fusión nuclear se completan estando la bomba aún intacta. En una bomba típica de unos 20 Mt se alcanza una temperatura en su interior de unos 300 millones de °C. Téngase en cuenta que el centro del Sol tan solo alcanza los 20 millones de grados. Para encontrar temperaturas de ese orden hay que ir a los núcleos de las gigantes rojas de helio. La temperatura alcanzada en cuestión de nanosegundos es enorme, pero ni siquiera esto representa el grueso de la energía de la bomba. La mayor parte de esta energía se libera en forma de radiación.
Conviene destacar que existen considerables diferencias entre el rango y la calidad de los efectos si la bomba es detonada a ras de suelo (groundburst) daños insignificantes o a una cierta altitud sobre el objetivo (airburst) daños estratosféricos.

## La zona cero

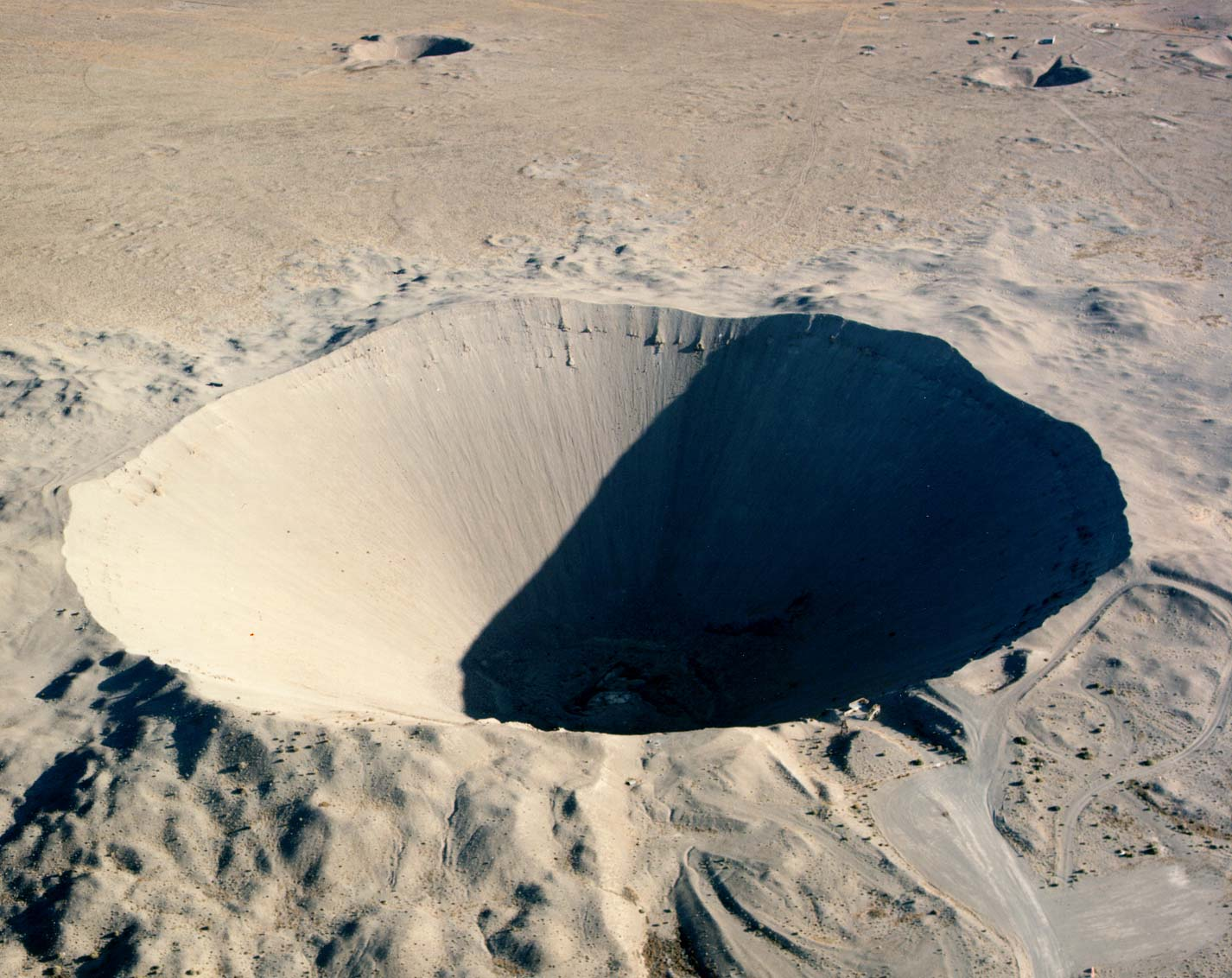
Cráter producido por una detonación nuclear. El cráter mide 100 metros de profundidad y 390 metros de ancho con un total de 12 millones de toneladas de tierra desplazadas.

Ésta es la zona situada en la vertical de donde se produce la explosión (epicentro) y sus cercanías. Aquí la mortalidad alcanza el 100 % y todos los efectos se reciben simultáneamente sin desfase alguno. El efecto conjunto es tan brutal que no puede quedar nada en pie. Se le conoce también como área de devastación o aniquilación total. De hecho, lo único que puede quedar tras la explosión en ese lugar es un enorme cráter de varias decenas o cientos de metros. La zona cero solo está presente para explosiones a muy baja altitud, subterráneas, poco profundas o a ras de suelo. Para la bomba que nos ocupa el resultado es un cráter de 3 km de diámetro y 60 m de profundidad, la altura de un edificio de 20 plantas.
A continuación se describen los principales efectos ordenados por el tiempo con que alcanzan un objetivo situado a cierta distancia de la zona cero yendo de menor a mayor.
La letra C designa la velocidad de la luz, 299 792 458 m/s

## Radiación ionizante
- Mecanismo de propagación: radiación electromagnética y corpuscular emitida directamente por la explosión.
- Velocidad: c y próxima a c respectivamente.

Aproximadamente el 80 % de la energía generada por las reacciones nucleares se emite en forma de radiaciones penetrantes de alta frecuencia extremas y peligrosas para el cuerpo, impacten donde impacten. Se trata de la radiación ionizante. Esta se constituye por una serie de partículas producto de la desintegración como núcleos de helio y electrones (partículas alfa y beta, respectivamente) y de fotones o radiación electromagnética a muy alta energía (radiación gamma). Estos últimos son los realmente peligrosos, a efectos inmediatos, debido a su gran alcance y poder de penetración. Su velocidad es la de la luz por lo que sus efectos se perciben simultáneamente al flash luminoso. A pesar de eso su alcance no es demasiado alto debido a la fuerte interacción de dicha radiación con la materia lo que hace que pierda intensidad rápidamente con la distancia. De hecho es esa interacción la que confiere la letalidad a dicha radiación.
Conviene no confundir esta radiación con la radiactividad remanente tras la explosión (las partículas α y β en suspensión en el ambiente y sobre todo la radiactividad proveniente de los núcleos hijos, que son radiactivos). El pulso de radiación empieza y acaba con la explosión y obviamente, es letal, además de ser mucho más intenso que la radiación posterior. A pesar de esto, la radiación posterior remanente puede perdurar millones de años (la semivida de los isótopos hijos de la reacción nuclear). Este hecho puede significar que la radiación remanente sea mucho más letal (en promedio temporal) que la producida por la radiación γ.
Para una bomba de un megatón la radiación ionizante mataría a todo ser vivo situado en 15 km a la redonda. Sin embargo, en el caso de la bomba mayor, como en el ejemplo propuesto de 20 Mt, los daños producidos por dicha radiación no son importantes. Esto es porque su rango de efecto es menor que el del choque termocinético, lo que vulgarmente se conoce como la bola de fuego de la explosión que se detalla más adelante. En el caso de artefactos más pequeños como los que estallaron en las ciudades japonesas sus daños sí son considerables. Aquí su radio de efecto es mayor que el de la bola de fuego y pueden producir lesiones graves en los organismos vivos que sobrevivan a todos los demás daños.
Éste es el motivo de que muchos japoneses supervivientes de las explosiones murieran a las pocas semanas del ataque. Los primeros síntomas son sed intensa, náuseas, fiebre y manchas en la piel producidas por hemorragias subcutáneas. Estos síntomas parecen remitir pocas horas después. El paciente entra en un periodo de latencia durante el cual las defensas (glóbulos blancos) y la capacidad regeneradora del individuo menguan considerablemente dejándolo más expuesto a enfermedades e infecciones. Una o dos semanas más tarde se entra en la fase aguda: diarreas, pérdida de cabello y hemorragias intestinales. Durante estas semanas la víctima puede morir o recuperarse o puede sufrir distintos tipos de traumas o retrasos.

## Pulso electromagnético

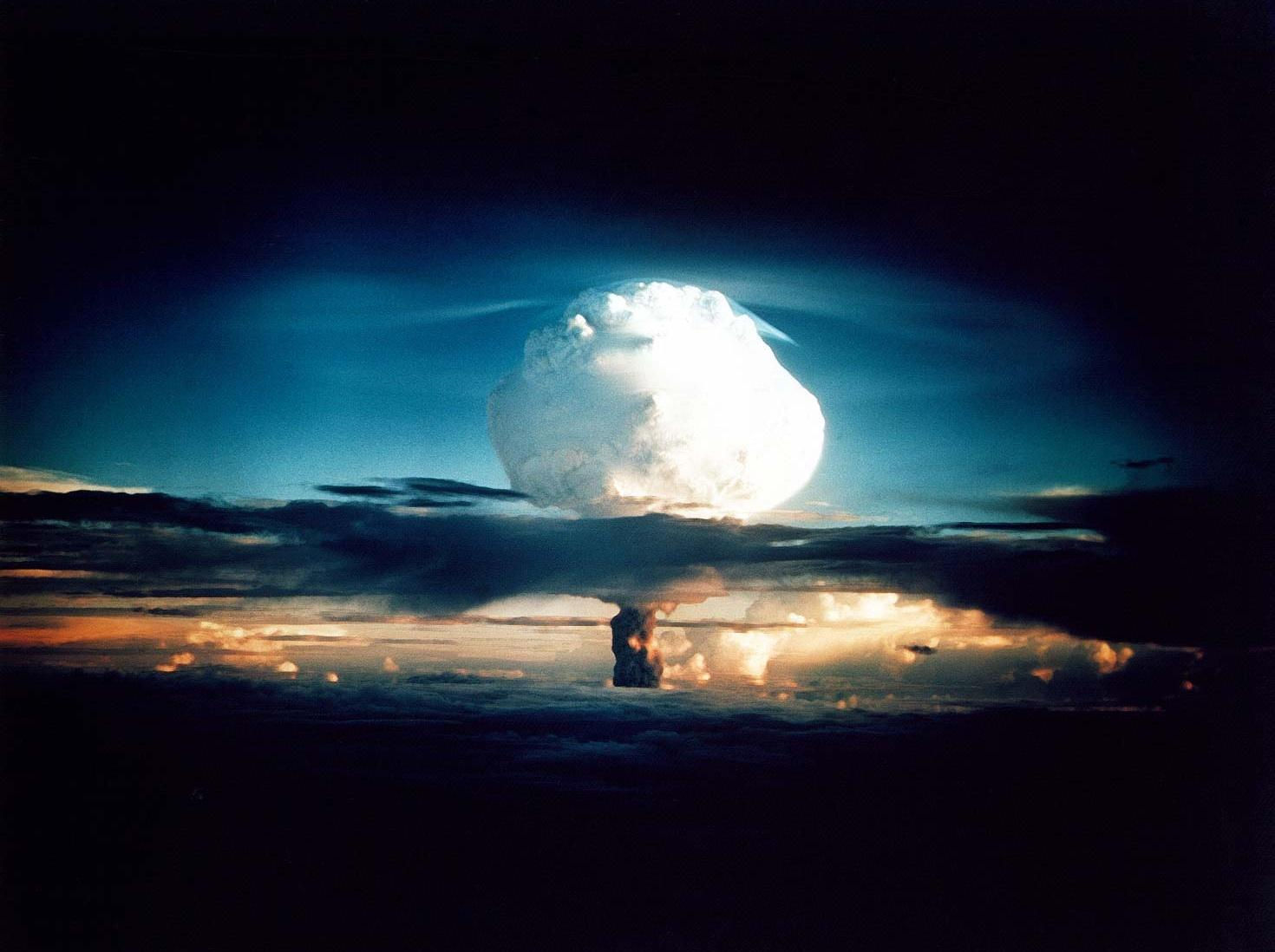
Primer artefacto termonuclear detonado con un rendimiento de 10,4 Mt. Se observa que toda una franja de aire ha quedado ionizada adquiriendo un tono azulado. Por encima de la capa de nubes altas se levanta una gigantesca nube que condensa debido a la inestabilidad térmica generada por la explosión.

- Mecanismo de propagación: flujo de electrones inducido por radiación ionizante.
- Velocidad: relativista, es decir próxima a c.

También conocido por las siglas EMP, del inglés Electromagnetic pulse, no se le conoce que afecte directamente a los seres vivos, pero sí se sabe que produce importantes daños en todas aquellas infraestructuras, vehículos y aparatos que hagan uso de sistemas y equipos electrónicos. Son precisamente dichos daños los que han interesado a muchos ingenieros militares a construir armas que lo maximicen. Existe la posibilidad de detonaciones a gran altitud sobre ciudades o instalaciones industriales encaminadas solamente a producir esos daños en la circuitería de todos los componentes electrónicos del área barrida por el EMP.
La generación del EMP se explica por el flujo de radiación ionizante procedente de la explosión tanto más intenso cuanto más potente sea la bomba en cuestión. Dicha radiación impacta sobre las moléculas de aire arrancándoles los electrones de sus capas más externas por efecto Compton. De ahí que se llame radiación ionizante,porque al hacer perder electrones a los átomos les otorga carga eléctrica positiva, es decir, los ioniza. El efecto es que los fotones son de tan alta frecuencia que colisionan elásticamente con los electrones. Estos últimos adquieren gran parte del momento lineal de los rayos gamma incidentes y salen disparados a velocidades relativistas. Toda carga en movimiento genera un campo magnético y, a su vez, está sujeta a los campos magnéticos que hubiere previamente como es el caso del campo magnético terrestre. Explosionando en la alta o baja troposfera el flujo de electrones y fotones se frena rápidamente debido a la elevada densidad del aire en esa capa, la más densa con diferencia de toda la atmósfera terrestre. El área afectada por ese flujo de cargas en movimiento se carga con un poderoso campo electromagnético del orden de miles y hasta decenas de miles de voltios por metro. El resultado es que todos los sistemas electrónicos que haya en esa zona y que no estén protegidos por una jaula de Faraday dejan de funcionar quedando averiados de forma irreversible. Una de las consecuencias bellas, por decirlo así, es la aparición de auroras cerca del área de detonación debido a la mencionada ionización que se produce. Debido a esta virtud las bombas EMP reciben el nombre de bomba del arco iris.
Los posibles daños directos a personas y animales no se conocen pero sí que hay posibilidades de recibir daños por estar próximo a líneas de alta tensión ya que estas recibirán sobrecargas que pueden provocar enormes chispazos y descargas e incluso explosiones e incendios eléctricos en las cercanías.
En el caso de una detonación en la alta atmósfera, es decir más allá de los 50 km que alcanza la estratosfera, los daños producidos por el citado efecto pueden ser mucho mayores. Esto se debe a que a esas altitudes la densidad del aire es muy baja y los rayos gamma pueden viajar casi sin oposición. Para cuando estos entran en la atmósfera la superficie afectada por ellos puede ser enorme, del tamaño de continentes incluso. Un ataque así podría hacerse sentir en casi todo un hemisferio al completo. A esto se le llama ataque de pulso electromagnético de altitud o más conocido por sus siglas en inglés como HEMP. La diferencia con respecto a los otros ataques EMP es que en este caso los efectos no se restringen a un nivel local sino que alcanzan magnitudes globales. Los daños de algo así resultan imposibles de calcular. No solo se dañarían todos los circuitos electrónicos de un gran número de países sino que hay que tener en cuenta que no se podría fabricar ni reparar apenas nada ya que en la sociedad tecnificada actual casi no hay nada que no sea electrónico. Naciones enteras quedarían paralizadas a merced de los envíos de repuestos que otras naciones aliadas les pudiesen suministrar.

## Destello luminoso
- Mecanismo de propagación: radiación electromagnética
- Velocidad: c

Lo primero que se hace presente, a simple vista, en la explosión de una bomba atómica es su potente destello de luz. Y esto es solo una pequeña parte de los fotones emitidos. La mayoría poseen longitudes de onda mucho más cortas que van desde los rayos X al gamma extremo. El destello se propaga a velocidad c y cegará temporalmente a toda persona que se encuentre mirando en la dirección de la explosión en un radio de 500 km. Para los que se encuentren en distancias cortas las lesiones oculares pueden llegar a ser permanentes. En una bomba de 20 Mt la emisión de luz intensa duraría en torno a 17.3 s.
Por esta razón en todos los ensayos nucleares es obligado llevar puestas gafas especiales ya que a pesar de encontrarse a distancia segura para todos los demás efectos el del flash luminoso es, con diferencia, el que más alcance tiene.
El flash lumínico se produce por los mismos mecanismos de absorción y reemisión por los que se produce el pulso térmico que se detalla más abajo.
Se puede decir que con la explosión aparecería de repente un segundo sol mucho más luminoso que el real. Este sol no solo luciría con mucha más intensidad durante unos milisegundos sino que también quemaría con más fuerza como se verá en el siguiente apartado. Si la detonación ocurre en plena noche, durante unos diez a veinte segundos la zona afectada estará más iluminada que a plena luz del día.

## Pulso térmico

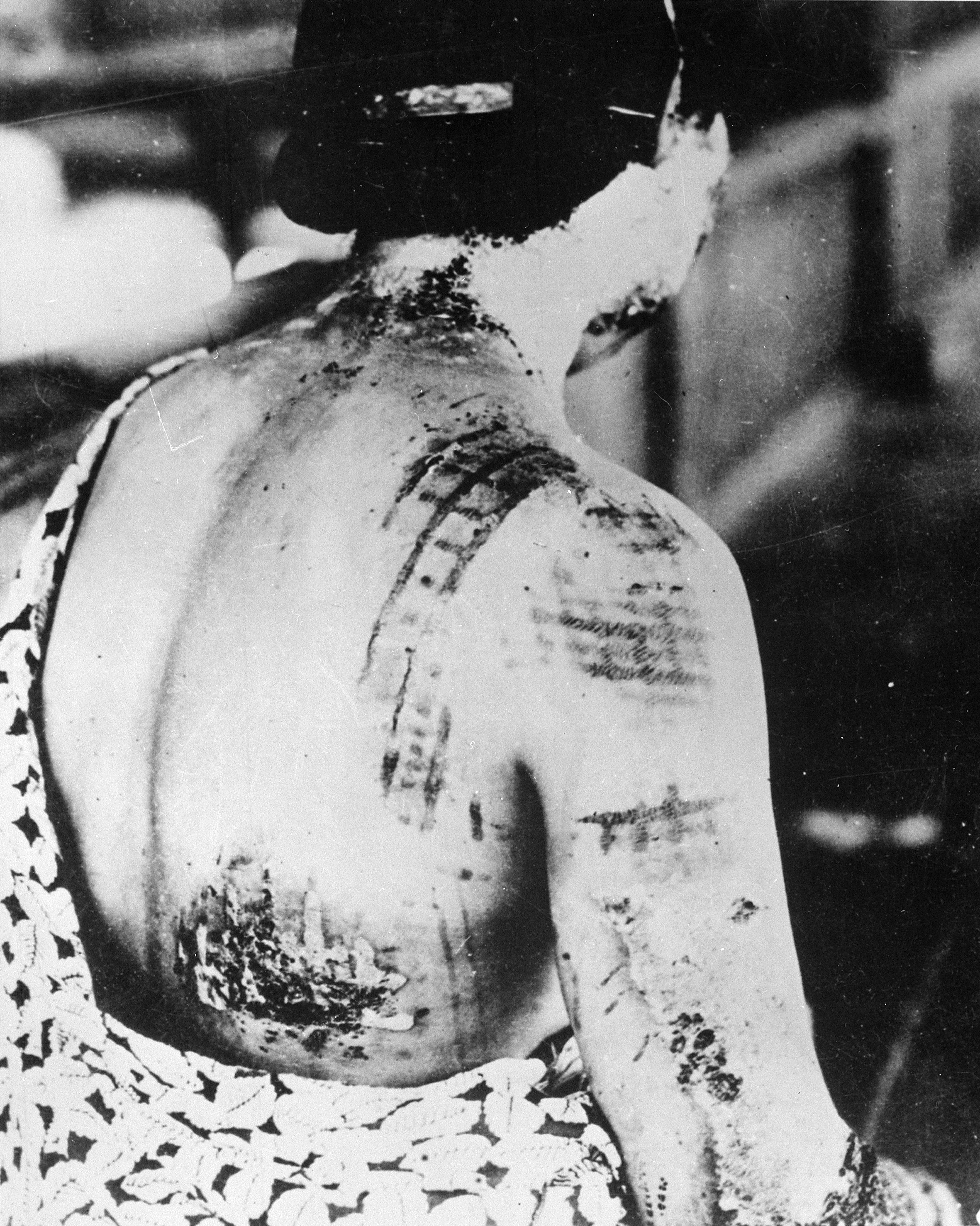
Quemaduras visibles en mujer expuesta al pulso térmico de Hiroshima. Los colores más oscuros son de su kimono, y la piel sin ropa tiene claramente intensos quemados térmicos.

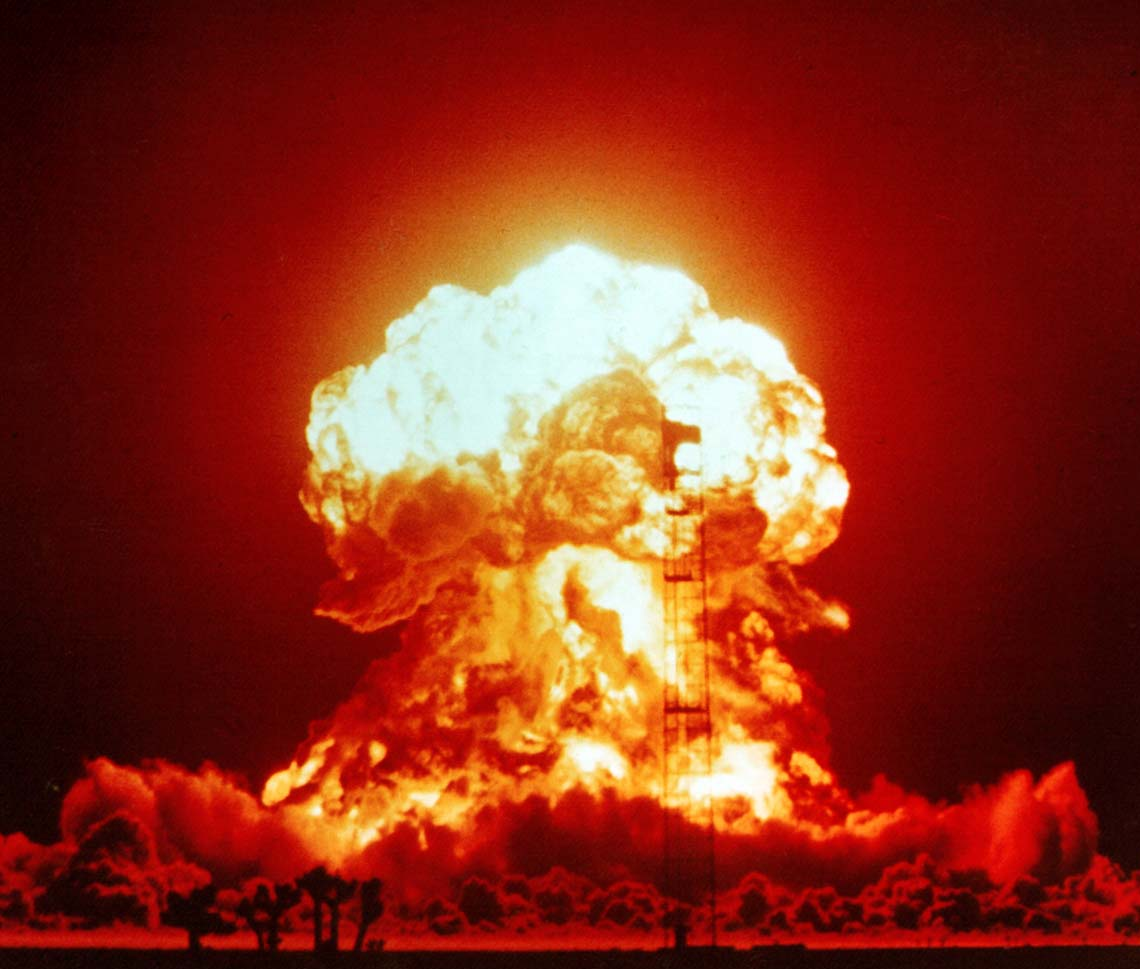
Bola de fuego de una detonación en la zona de pruebas de Nevada con un rendimiento de 23kT.

- Mecanismo de propagación: radiación térmica inducida por el flujo intenso de rayos gamma combinada con la conducción térmica del plasma resultante.
- Velocidad: próxima a c en las cercanías. Disminuye con la distancia.

Tras el primer fogonazo lumínico se puede distinguir una gigantesca bola de fuego que se forma casi al instante. A partir de ese momento la bola de fuego esférica se expande lentamente hasta estabilizarse y empezar a disgregarse. El proceso es bastante complejo y se origina a partir de una serie de fenómenos químicos y radiantes muy poderosos que se dan en las cercanías de la explosión.
Los rayos gamma y el resto de radiación directa emitida por las reacciones nucleares ya está lejos del epicentro. Mientras tanto, las moléculas de aire se han disociado por completo, los átomos libres resultantes se han ionizado y sus orbitales más interiores se hallan sobreexcitados por lo que hay una enorme energía potencial contenida en los átomos a punto de liberarse en cuestión de microsegundos. Y todo esto ha sido inducido por la citada radiación ionizante. El 80% de la energía inicial de la bomba. Pocos instantes después estos átomos empiezan a recuperar estados menos energéticos. Los electrones disminuyen sus niveles de excitación en cascada, nivel a nivel y algunos iones empiezan ya a capturar los primeros electrones libres. Ambos fenómenos, la captura de electrones y las desexcitaciones en cascada, son fuente de radiación. Inicialmente es radiación en alta frecuencia pero en seguida decae y se va imponiendo la radiación térmica (infrarrojos, ola de calor) y la visible (flash de luz). Esto es porque los fotones ionizantes o excitantes son más energéticos que los reemitidos en las capturas y desexcitaciones subsiguientes. Este fenómeno cuántico provoca la aparición en cuestión de pocos microsegundos de un flujo enorme de radiación térmica que se propaga naturalmente, a velocidad c.
Se puede decir que una buena parte de la energía en forma de radiación ionizante se ha transformado mediante este proceso en radiación térmica. El aire absorbe parte de la radiación penetrante y reemite esa energía en frecuencias más bajas. Al final, aproximadamente el 35 % de la energía de la bomba se liberará en forma radiación térmica. Esta radiación se expande en forma de una especie de onda de calor o pulso térmico que abrasa todo lo que encuentra provocando en las regiones más próximas a la zona cero la combustión de todo lo inflamable, personas incluidas. Se funden y evaporan metales y roca, en la zona cero todo se volatiliza, más lejos se siguen quemando cosas y se origina un gran incendio pudiendo desembocar en una violenta tormenta ígnea como se verá más adelante. Incluso a gran distancia el pulso todavía puede provocar quemaduras de consideración a todos los que queden expuestos al flujo térmico. Para una bomba de 20 MT cualquier persona expuesta a 45 km de distancia sufrirá quemaduras de segundo grado.
Pero el efecto va más allá aún. El aire, en condiciones normales, es muy mal conductor térmico pero en esa situación extrema se alcanzan diferenciales de temperatura de decenas o hasta centenares de miles de grados en cosa de pocos metros. El rendimiento del transporte térmico por conducción, aun siendo bajo, contribuye de forma importante a expandir aún más el alcance de la bola de fuego tras su formación y a homogeneizar bastante la temperatura en su interior. Esa bola de fuego característica se produce por la propia incandescencia y combustión del aire. Las temperaturas que alcanza hacen que oxígeno y nitrógeno reaccionen entre sí formando óxidos de nitrógeno lo cual absorbe una parte de la energía.
Y todo esto ocurre momentos antes de que llegue la brutal onda de choque.
En el bombardeo nuclear de las ciudades japonesas se conservan muros que sobrevivieron a la devastación pero que dejaron impresas las sombras de las personas que pasaban en aquel momento por allí. Prueba inequívoca del efecto devastador de la radiación térmica intensa la cual quedó apantallada por decenas de cuerpos dejando algunas zonas de la pared sin abrasar. Justo las que tapaban los transeúntes en aquel instante.

## Onda de choque

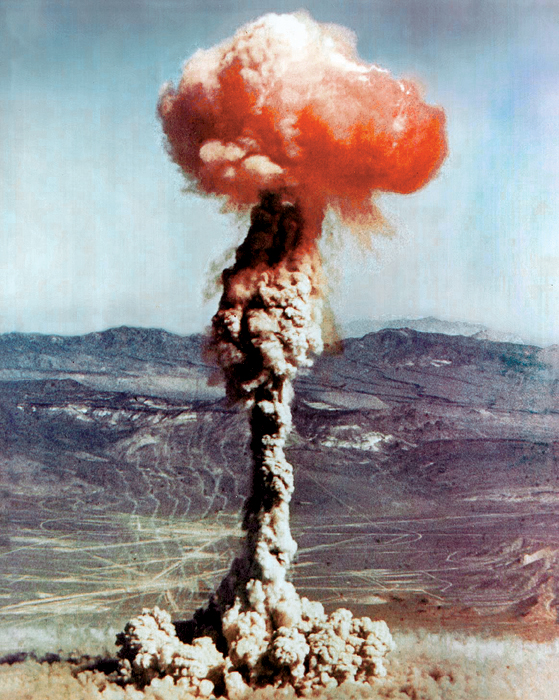
Hongo nuclear recién formado tras una detonación de 14 kT en la zona de pruebas de desierto de Nevada.

- Mecanismo de propagación: onda de presión mecánica
- Velocidad: 1224 km/h (la velocidad del sonido)

Las ondas de choque no son más que ondas de presión como lo es el sonido por lo que viajan a su misma velocidad. Los explosivos convencionales se basan en la expansión repentina del aire para provocar una onda expansiva que golpee sobre construcciones y personas. A lo sumo puede tratarse de artilugios incendiarios que provoquen una deflagración simultánea pero en el caso de las bombas atómicas la destrucción sobre el terreno es enorme aun cuando la onda de choque ni siquiera ha escapado del epicentro de la explosión. Si bien el aire circundante ya ha incrementado su temperatura en miles de grados debido a la radiación térmica aún existe un volumen de aire calentado hasta unos 100 millones de grados centígrados. Ese aire solo puede hacer una cosa: expandirse.
La diferencia de temperaturas es tan brutal que la onda de choque resultante es sumamente energética y de muy larga duración en contraste con las que producen los explosivos convencionales lo que da tiempo a que esta envuelva edificios y, en definitiva, cualquier cosa que alcance. El efecto no es tanto el de un empuje sino más bien una especie de estrujamiento en todas direcciones. El aire sobrecalentado en las cercanías de la zona cero es impulsado hacia la periferia reforzando el efecto abrasador de la bola de fuego. A distancias más allá de la zona de volatilización, construcciones, vehículos, árboles y cualquier cosa que pudiese encontrarse es triturada y sus restos expulsados a velocidades supersónicas formándose así un enorme cráter. A distancias aún mayores el efecto no es tan poderoso, se rompen cristales , animales y personas son derribados o arrojados a varios metros de distancia. La peor parte se la llevan debido al impacto de todas las escorias arrojadas que actúan a modo de proyectiles. Este bombardeo de objetos impacta en todas partes hiriendo y mutilando e incluso derribando edificios. Conducciones de gas, vehículos y gasolineras estallan produciendo incendios dispersos de consideración.
El aire tremendamente caliente del epicentro no solo se expande sino que también asciende dejando un vacío en el área de la explosión. La onda expansiva impide que aire más frío llene ese espacio hasta que esta ha pasado. Entonces es cuando se forma el reflujo. El aire cae sobre el vacío dejado por una corriente ascendente de gran velocidad que se lleva cenizas, escorias y polvo de la explosión. El reflujo es más un viento huracanado que una onda de choque pero puede igualmante contribuir a avivar más las llamas de los incendios y a terminar de derribar construcciones muy debilitadas. Se produce así una corriente convergente sobre el punto cero que termina en una zona de ascenso vertical donde poco a poco se va levantando el característico hongo nuclear. En las bombas termonucleares este hongo llega a altitudes estratosféricas por lo que la permanencia de las partículas en suspensión será mucho más larga que en las bombas menos potentes. En cualquier caso la ceniza y el polvo en ascenso pronto oscurecen la zona próxima a la explosión quedando solo iluminada por los incendios imposibles de sofocar. Para una bomba típica de 20 Mt en 20 km a la redonda no quedarían más que escombros.
En la estrategia militar para el ataque a ciudades se ideó el ataque de altitud para incrementar el área de efecto de la onda expansiva. Esto es porque a ras de suelo la onda de choque pierde energía más rápidamente al estar en contacto con el suelo. Si bien la destrucción en el epicentro es mucho mayor que en una bomba de altitud el radio de efecto de la onda de choque será menor, no así el del pulso térmico. En las bombas de altitud la onda expansiva tiene además características distintas ya que es más un aplastamiento contra el suelo que un empuje horizontal. En ese caso la onda llega con más potencia a zonas más lejanas pero no se origina un cráter ni una avalancha brutal de desechos y ruinas. El ataque a Hiroshima fue un ataque de altitud y aun siendo una bomba menos potente que la de Nagasaki provocó mayores daños también ayudada, todo hay que decirlo, por un terreno más llano y desprotegido. Los ataques directos quedarían reservados solamente a los búnkeres y otros objetivos militares llamados duros.
Existe una fórmula para medir el daño estadístico producido por la onda sobre colectividades de individuos que se encuentren en la zona de la explosión atendiendo a la sobrepresión producida por la onda de choque.
Es la siguiente: {\displaystyle p={\frac {6Y}{R^{3}}}}
Donde p es la sobrepresión en PSI, Y la potencia de la bomba en MT y R el radio de acción en kilómetros.

## Lluvia radiactiva local
- Mecanismo de propagación: el la lluvia y el viento
- Velocidad: variable según el viento y las condiciones atmosféricas

Los daños inmediatos terminan finalmente con el fallout o lluvia radiactiva local. Gran parte de las cenizas y polvo en ascensión procedentes de la explosión empiezan a depositarse de nuevo sobre el suelo horas después. Todo este material está sumamente irradiado. Esto incrementa los niveles de contaminación radiactiva de la zona pero no solo eso. Llena el aire de partículas que pueden ser ingeridas por todos los supervivientes en el área por vía respiratória. Su acumulación en la piel ya es de por sí nociva; no hace falta imaginar los daños que conlleva respirar dicho polvo. El área de deposición de la lluvia dependerá de las condiciones atmosféricas posteriores a la detonación.
Esta lluvia no hay que entenderla en un sentido literal. Son partículas que caen y se van depositando paulatinamente contaminándolo todo. Pero puede ocurrir que por las condiciones meteorológicas del momento llueva de verdad en alguna parte cercana a la explosión. En esos puntos sí se produce una lluvia radiactiva en un sentido estricto, rainfall. Estos lugares reciben una especial dosis de contaminación por lo que allí donde llueve realmente, suele quedar lo que se llama un punto caliente donde la intensidad de la contaminación es muy elevada.

## Oscurecimiento radioeléctrico
El oscurecimiento o blackout es, también, un efecto colateral de la radiación ionizante. Como se ha explicado los rayos gamma emitidos por una detonación nuclear ionizan todo el aire en kilómetros a la redonda. Cuanto más potente sea la bomba mayor será ese radio. La ionización inicial se transforma en la onda termocinética ya descrita pero tras la destrucción inicial sigue quedando un volumen de aire remanente altamente ionizado y excitado. El blackout es producto de dicha ionización así como de la sobreexcitación electrónica y se produce porque los iones empiezan a neutralizarse captando electrones libres y los electrones excitados a caer a niveles energéticos más bajos. Al captar un electrón se libera un fotón de energía según los niveles cuánticos del átomo o molécula que se neutralice. Este fotón suele ser de baja energía y el fenómeno multiplicado por los millones de átomos y moléculas captando electrones a la vez produce una emisión saturante que genera un ruido radioeléctrico que impide el paso de las ondas electromagnéticas de baja frecuencia. Es decir ondas de radio, microondas... Este efecto puede durar desde unas pocas horas a semanas y depende mucho no solo de la potencia de la bomba sino también de las condiciones atmosféricas en la zona que pueden hacer que se renueve y mezcle el aire rápidamente o que permanezca la bolsa de aire ionizado durante varios días.
Por este motivo a las bombas que maximizan la emisión de rayos gamma no solo se las llama bombas EMP sino también bombas blackout. Esta propiedad ha sido aprovechada por la estrategia militar nuclear para crear áreas de blackout antes del ataque real lo que impediría la posible intercepción de los misiles verdaderos o simplemente cegaría a la nación atacada y posiblemente la dejaría indefensa ante ataques de otra índole. De la misma forma que se puede producir un EMP de gran altitud se producirá también un blackout de gran altitud que puede cubrir continentes enteros. No es de extrañar que tales artefactos sean objeto del más alto secreto.

### Terremotos
La onda de presión de explosiones subterráneas pueden propagarse a través de la tierra y causar terremotos menores. La teoría sugiere que una explosión nuclear podría disparar rupturas de fallas geológicas y así causar un seísmo mayor a distancias de pocos cientos de kilómetros del punto de impacto.

## Tabla de efectos inmediatos
La siguiente tabla recoge los más importantes efectos directos de una explosión nuclear bajo ciertas condiciones:
- Terreno relativamente llano
- Tiempo claro, visibilidad 20 km
- Altitud de la explosión optimizada para 20 PSI (103 kPa)
- Bombas típicas, no bombas de neutrones[4] u otros dispositivos de radiación reducida o maximizada.

El pico de sobrepresión en la zona cero es de aproximadamente 42 PSI (290 kPa) en todos los casos debido a la optimización realizada.
| Rango efectivo (proyección al nivel del suelo / km)        | Rendimiento de la explosión / Altitud de la detonación | Rendimiento de la explosión / Altitud de la detonación | Rendimiento de la explosión / Altitud de la detonación | Rendimiento de la explosión / Altitud de la detonación |
| ---------------------------------------------------------- | ------------------------------------------------------ | ------------------------------------------------------ | ------------------------------------------------------ | ------------------------------------------------------ |
| Rango efectivo (proyección al nivel del suelo / km)        | 1 kT / 200 m                                           | 20 kT / 540 m                                          | 1 MT / 2 km                                            | 20 MT / 5.4 km                                         |
| Onda de choque                                             |                                                        |                                                        |                                                        |                                                        |
| Áreas urbanas completamente arrasadas (20 PSI)             | 0,2                                                    | 0,6                                                    | 2,4                                                    | 6,4                                                    |
| Destrucción de la mayor parte de edificios civiles (5 PSI) | 0,6                                                    | 1,7                                                    | 6,2                                                    | 17                                                     |
| Daños moderados en los edificios civiles (1 PSI)           | 1,7                                                    | 4,7                                                    | 17                                                     | 47                                                     |
| Onda de calor                                              |                                                        |                                                        |                                                        |                                                        |
| Incineración                                               | 0,5                                                    | 2,0                                                    | 10                                                     | 30                                                     |
| Quemaduras de tercer grado                                 | 0,6                                                    | 2,5                                                    | 12                                                     | 38                                                     |
| Quemaduras de segundo grado                                | 0,8                                                    | 3.2                                                    | 15                                                     | 44                                                     |
| Quemaduras de primer grado                                 | 1,1                                                    | 4,2                                                    | 19                                                     | 53                                                     |
| Radiación ionizante (en distancia a la explosión / km)     |                                                        |                                                        |                                                        |                                                        |
| Dosis letal (neutrones y rayos gamma)                      | 0,8                                                    | 1,4                                                    | 2,3                                                    | 4,7                                                    |
| Dosis total para el síndrome de radiación agudo            | 1,2                                                    | 1,8                                                    | 2,9                                                    | 5,4                                                    |

## Efectos retardados

### Incendios
En un ataque nuclear limitado sobre ciudades la principal causa de muerte a lo largo de las horas posteriores a la detonación serán sin duda los incendios. Estos se forman a lo largo de toda el área de efecto de la bola de fuego. Pero también en la periferia principalmente fruto de las múltiples explosiones de conducciones de gas, gasolineras y vehículos. Estos incendios aislados pueden ser extremadamente virulentos si las condiciones se prestan. Dependerá en gran medida de las características de construcción de edificios y de la cantidad de vegetación colindante (parques, jardines...) el que dichos incendios crezcan. Igual de importantes serán las condiciones atmosféricas (un aire ventoso y seco sería lo ideal). Pero el viento está garantizado en las zonas próximas a la explosión. El reflujo de retorno avivará las llamas y aportará oxígeno a los incendios que se unirán rápidamente entre sí. Si las condiciones son óptimas el incendio central irá absorbiendo todos los fuegos periféricos hasta formar una gran masa llameante autosostenida. El calor producido en su centro funde metales y quiebra los edificios aún en pie. No tarda en formarse un sistema de bajas presiones debido al aire abrasador que asciende desde el epicentro. El aire circundante empieza a caer en espiral formándose una corriente ciclónica que a medida que el incendio toma proporciones gigantescas crece en velocidad e intensidad. Esta corriente mantiene el incendio con un aporte constante de oxígeno renovando el aire continuamente. Se crea así una tormenta de fuego imposible de detener que acaba engullendo toda la ciudad por completo.
Si la ciudad no es evacuada rápidamente las llamas, las elevadas temperaturas y los gases tóxicos acabarán con todo ser vivo que haya permanecido entre sus ruinas. Algo parecido ocurrió tras el bombardeo de Hiroshima.

### Contaminación radiactiva
La contaminación radiactiva proviene de los materiales y subproductos producidos en las reacciones de fisión. Este efecto no se debe confundir con la lluvia radiactiva local. La contaminación radiactiva que permanece tiempo después de la detonación lo hace de dos formas. Por una parte los terrenos colindantes suelen quedar no solo irradiados por la radiación ionizante sino también por los desechos radiactivos de la propia bomba. Estos desechos serán mayores o menores según sea el tipo de bomba. Hoy día existen ingenios termonucleares de pequeña potencia que apenas usan material radiactivo como cebador. Son las llamadas bombas nucleares limpias. Otras en cambio hacen uso de mayores cantidades de material fisible para ampliar el rendimiento de la explosión en una tercera y mucho más eficiente fase de fisión. Se trata de las bombas nucleares sucias. Sea cual sea el caso lo cierto es que en todas las bombas fabricadas hasta la fecha se dispersan una cierta cantidad de residuos radioactivos. Estos residuos contaminan el área próxima a la explosión por lo que frecuentemente hará falta llevarse la tierra contaminada para que la zona vuelva a ser habitable.
Pero aún hay un efecto peor. Se trata de la lluvia radiactiva global. En inglés, global fallout. En las bombas de hidrógeno gran cantidad de residuos son impulsados a altitudes estratosféricas, capa en la cual permanecen durante años o décadas. Esto hace que tengan tiempo de dispersarse por todo el globo y cuando estos residuos vuelvan a caer lo hagan en quién sabe qué región. Éste fue uno de los motivos que impulsó el tratado de prohibición de pruebas atmosféricas, espaciales y submarinas. Y es que aún actualmente la mayor parte de la contaminación radiactiva de la atmósfera terrestre es debida a las pruebas nucleares atmosféricas llevadas a cabo a partir de la década de los 50.

### Destrucción de la capa de ozono
Si el intercambio nuclear adquiere magnitudes globales entonces la capa de ozono se verá muy debilitada por la presencia de abundantes óxidos de nitrógeno en la atmósfera y por el propio calor de las explosiones. Esto llevaría a una sinergia producida por el propio holocausto que se materializaría en un aumento de la radiación ultravioleta y por consiguiente una potenciación de las malformaciones, esterilidad, mutaciones y cánceres ya muy incrementados por el aumento de radiactividad en el ambiente.

### Invierno nuclear
A más largo plazo están ya los efectos climáticos de un ataque nuclear mutuo y masivo, lo que en la jerga estrategiconuclear se conoce como intercambio nuclear completo. Naturalmente este efecto no se puede producir en un ataque limitado a pocos objetivos. Pero en el caso de un ataque generalizado los efectos se dan por la multiplicidad y la simultaneidad de las explosiones a lo largo de gran parte del globo. Se consideran dos efectos climáticos conocidos. Ambos van encaminados a incrementar el nivel de oscurecimiento global. Por una parte se hacen más absorbentes las capas altas de la atmósfera mediante el aporte de cenizas y polvo procedentes de los incendios y detonaciones. Esa capa oscura tapa los rayos solares como un manto oscuro. Se sabe que una alta atmósfera más cálida conlleva una superficie más fría y eso es lo que ocurre. Asimismo, como se ha comentado antes, las detonaciones atmosféricas generan grandes cantidades de óxidos de nitrógeno. Gas que a baja altitud contribuye al calentamiento (efecto invernadero) pero que a las alturas a las que es transportado por las explosiones nucleares se convierte en un potente gas reflector, que absorbe y priva a la superficie de una parte importante de la radiación que incide sobre la Tierra.
Todo esto hace que la Tierra se enfríe durante los días siguientes al conflicto nuclear siendo este enfriamiento tanto más importante cuanto mayor haya sido el número de megatones detonados, así como el número de ciudades atacadas.

### Desestructuración de la sociedad
Cabe pensar que si el ataque es generalizado, sobre amplias regiones continentales, afectando a sus principales centros industriales y núcleos de población el daño producido será inimaginable. Para empezar la capacidad de la sociedad para recuperarse quedará reducida al mínimo. Los pocos hospitales y ambulatorios que siguiesen en pie quedarían colapsados a las pocas horas del ataque. La atención clínica eficiente sería inviable. Escasez de medicamentos, imposibilidad de importar más ni de recibir ayudas de países vecinos si estos también han sido atacados. Asimismo la electricidad puede pasar a convertirse en un bien preciado. Las pocas infraestructuras que aún funcionen tendrán que echar mano de electrogeneradores de combustible. La red eléctrica estará fuera de servicio y la mayoría de las operaciones se tendrán que hacer a oscuras y sin las más mínimas condiciones de higiene ya que el suministro de agua potable probablemente se habrá cortado. La telefonía fija y móvil también habrá quedado inhabilitada, ocurrirá lo mismo con la distribución del correo.
Es de prever que un estado atacado convoque el estado de emergencia o algo parecido, en esas circunstancias el ejército puede hacer uso de las armas contra la población civil en caso de ser necesario pudiéndose dar casos de abuso de autoridad sin que estos sean jamás advertidos por sus superiores. Si la administración del estado ha quedado mucho más afectada se puede dar el caso de una escisión del estado en pequeños estados feudales gobernados por individuos particulares que no obedecerán órdenes del estado. Es posible que la policía quedara relegada a funciones de orden público desobedeciendo las órdenes de un gobierno central.
Para tales eventualidades EE. UU. y la URSS prepararon una serie de búnkeres antinucleares distribuidos por gran parte de su territorio que deberían salvaguardar sectores clave de la administración y del ejército que serían rápidamente trasladados a su interior al primer aviso de ataque. Se pensaba que tras el ataque el estado debería contar con la capacidad de desplegar de nuevo una fuerza de actuación rápida que impusiese una ley marcial en las zonas atacadas. Tras el 11 de septiembre varias personas fueron trasladadas a un complejo secreto para mantener un estado paralelo si la situación se les iba de las manos. Exactamente ese operativo de administración paralela era el que se debía poner en práctica cuando el país fuera atacado.
Pero todos los escenarios han demostrado contradecirse o salirse de las expectativas mostrando más efectos nuevos y situaciones terribles no previstas y esto no podría ser la excepción. Las potencias de las armas nucleares han demostrado tener un efecto que no necesariamente quiere decir que seguirán esas pautas en el campo de batalla/campo de acción. Pueden aparecer efectos terribles de la radiación que no podrían imaginarse o tal vez sí. Esto en sí, es un hecho teorizado, no factible. Esto podría hacer a los búnkeres antinucleares inútiles a largo plazo o inútiles en el momento de la detonación de la bomba.

## Sinergias
Sinergia es el resultado de la acumulación de efectos que hacen que estos sean al final más graves de lo que por sí solos serían. Se puede resumir en la frase, el total es más que la suma de las partes. Una sinergia resulta de la combinación de efectos que hace que se agraven más las consecuencias. Así pues no es lo mismo un ataque aislado a un bombardeo nuclear generalizado sobre una nación. Las sinergias producidas por el primero son mucho menores y por tanto los daños también.
- La detonación provoca heridas en multitud de personas y también las somete a altas dosis de radiación.
- Una irradiación provoca mayor predisposición a sufrir infecciones, así que las heridas que hayan sufrido pueden agravarse con mayor probabilidad.
- Asimismo la destrucción en infraestructuras es tan grande que la insalubridad y la muerte campan a sus anchas por las calles y no tardan en aparecer las enfermedades sin que haya hospitales que puedan hacer nada dado que las ciudades vecinas también han sido bombardeadas.
- Dado que el ataque es sobre los principales centros neurálgicos toda la infraestructura de extinción de incendios ha sido severamente dañada si no anulada por completo. Ello conlleva que los incendios ardan libremente durante días, semanas o incluso meses.
- La radiactividad debilita las defensas de las víctimas por lo que éstas contraen las enfermedades con mayor facilidad.
- El reflujo tras la explosión provoca una corriente convergente sobre la zona cero que aporta aire fresco al gran incendio originado por la bola de fuego térmica. Este nuevo oxígeno aporta comburente a las llamas y la corriente de aire las aviva y las propaga. Con mucha probabilidad y si las condiciones atmosféricas acompañan se forma una tormenta de fuego.
- Si el ataque ha sido generalizado la idea de ver la propia civilización reducida a ruinas coloca al individuo en un estado de postración que no le ayuda a superar sus dolencias e incluso le acaba llevando a la muerte con resignación.
- Ante la situación de caos y descontrol bandas de gente que antes se encontraban en el escalafón más bajo de la sociedad ahora se entregan al pillaje y el saqueo. Si la ley y el orden han sucumbido también lo hacen los buenos modales. Puede que la vida pierda valor rápidamente, así como que se recupere el valor concreto de ciertos recursos (el dinero pierde su valor abstracto).

## Filmografía sobre el tema
- El día después (The day after, 1983 Nicholas Meyer): telefilme que causó gran conmoción en EE. UU. filmado en plena guerra fría, sin ser un alarde de efectos especiales presenta una visión muy realista de las consecuencias del desastre tras un intercambio misilístico completo entre las dos potencias. Existen algunos efectos que no están presentes porque se desconocían por aquellos años como son los del invierno nuclear.
- Cuando el viento sopla (1986): película británica de dibujos animados que plantea con cierto sentido del humor la problemática del holocausto nuclear.
- Testament: película documental inglesa (1983). Critica la falta de preparación de la población y la defensa civil ante un posible ataque nuclear de la URSS.
- Threads: Película producida por la BBC inglesa (1984), que relata la historia de una mujer y de la sociedad durante los 14 años posteriores a una guerra nuclear masiva. La más realista de todas las producciones sobre la guerra nuclear.
- Jericho (2006): Serie producida por la CBS que narra la situación que vive un pueblo de los EE. UU., Jericho, al ser todo el país atacado con armas nucleares.